# Cryptanthus warren-loosei
Cryptanthus warren-loosei là một loài thực vật có hoa trong họ Bromeliaceae. Loài này được Leme mô tả khoa học đầu tiên năm 1993.